# Alice Ravenel Huger Smith
Alice Ravenel Huger Smith (* 14. Juli 1876 in Charleston, South Carolina; † 3. Februar 1958 ebenda) war eine US-amerikanische Malerin, Grafikerin und Schriftstellerin. Sie gilt als eine der führenden Persönlichkeiten der sogenannten Charleston Renaissance, einer kulturellen Erneuerung der Stadt in den ersten Jahrzehnten des 20. Jahrhunderts.

## Leben
Alice Smith wurde als Tochter einer angesehenen Familie in Charleston geboren. Ihr Vater war Daniel Elliott Huger Smith, ihre Mutter Caroline Ravenel. Sie war das vierte von fünf Kindern und stammte von bedeutenden Reisplantagenbesitzern ab.  Obwohl sie weitgehend Autodidaktin war, besuchte sie einige Kunstkurse bei der Carolina Art Association. Alice Smith engagierte sich stark in der Künstlerschaft von Charleston. Sie war Gründungsmitglied des Charleston Etcher’s Club und der Southern States Art League. Sie engagierte sich auch in der Historic Charleston Foundation, der Carolina Art Association und der Music and Poetry Society.

## Werk
Alice Smiths künstlerisches Schaffen konzentrierte sich auf Landschafts- und Stadtansichten von Charleston sowie auf Darstellungen der Marschlandschaften des South Carolina Lowcountry. Ab 1924 arbeitete sie fast ausschließlich mit Aquarellfarben, um die atmosphärische Wirkung ihrer Landschaften zu unterstreichen. Ihre Werke zeigen oft menschenleere Naturlandschaften oder figurative Darstellungen aus der Distanz, häufig afroamerikanische Arbeiter auf Reisfeldern oder bei alltäglichen Verrichtungen. Ein idealisierter und nostalgischer Blick durchzieht viele ihrer Arbeiten. Ihr Werk ist stark von japanischen Farbholzschnitten (Ukiyo-e) beeinflusst, was sich in ihrer Farbpalette und Komposition widerspiegelt.  Sie hatte Zugang zu einer umfangreichen Sammlung von über vierhundert Ukiyo-e, die ihr Cousin Motte Alston Read zusammengetragen hatte.
Ein bedeutendes Werk ist ihre Serie von neunundzwanzig Aquarellen zur Illustration von A Carolina Rice Plantation of the Fifties von Herbert Sass. Diese Arbeiten zeigen das ländliche Leben und die Landschaften des Lowcountry von Carolina, wobei sie oft die mystische Aura der Salzwiesen einfing. Alice Smiths Werke wurden in den gesamten Südstaaten sowie im Mittleren Westen und Nordosten der USA ausgestellt. Sie ist in den Sammlungen bedeutender Museen vertreten, darunter das Brooklyn Museum, das High Museum of Art, das Ogden Museum of Southern Art und die Fine Arts Museums of San Francisco.